# Nyabuzi
Nyabuzi är ett vattendrag i Burundi.   Det ligger i provinsen Muramvya, i den västra delen av landet, 20 km nordost om huvudstaden Bujumbura.
Omgivningarna runt Nyabuzi är en mosaik av jordbruksmark och naturlig växtlighet. Runt Nyabuzi är det tätbefolkat, med 297 invånare per kvadratkilometer.